# USS Cyclops (AC-4)
USS Cyclops (AC-4) – jeden z czterech węglowców typu Proteus zbudowany dla Marynarki Wojennej Stanów Zjednoczonych kilka lat przed I wojną światową.
Był to drugi statek marynarki amerykańskiej, który nosił nazwę Cyclops, nawiązującą do mitycznej rasy gigantów z mitologii greckiej. Po 4 marca 1918 roku zaginął na morzu, w obrębie Trójkąta Bermudzkiego. Wraz z zaginionym okrętem zaginęło 306 członków załogi, pasażerów i niemieckich więźniów, co stanowi największą niebojową stratę w ludziach w historii US Navy.